# Vladimír Páral
Vladimír Páral, pseudonym Jan Laban (* 10. srpna 1932 Praha), je český spisovatel – prozaik. Kvalita jeho tvorby se různí, sahá od nekompromisní pronikavé satiry k opatrné až triviální próze, kterou tvořil pod vlivem minulého režimu.

## Životopis

### Mládí a školy
Narodil se v Praze, mládí od svých dvou let prožil v Brně v rodině Aloise Párala (7. dubna 1892 Šlapanice – 17. června 1978 Brno) – legionáře a prvorepublikovového důstojníka (do roku 1948) a Ludmily Páralové, rozené Vodičkové (15. dubna 1903 Praha – 16. května 1980 Brno). V Brně absolvoval reálné gymnasium, odmaturoval roku 1950. Pak byl dva roky na Vysokém učení technickém v Brně, odtud přešel na obor chemického inženýrství na VŠCHT v Pardubicích. Zde získal v roce 1954 titul inženýra chemie.
Vystudovanému oboru se v Liberci, Jablonci nad Jizerou, krátce v Plzni a nakonec v Ústí nad Labem (Chemopharma – úsek výroby pohlavních hormonů, později náplastí, pak útvar vědeckých informací) věnoval až do roku 1967.
Podle informací z Cibulkových seznamů se stal již jako student spolupracovníkem StB, krycí jméno Mirek, Slávek a Pamír, evidenční čísla 12 187 a 218 704.
Má dceru Eriku, provdanou Novotnou (narozená 29. července 1963 v Ústí nad Labem).
Měl staršího bratra Bohuslava Párala (12. února 1929 Praha – 27. listopadu 2021 Brno), který byl geodet a předseda jednoty Československé obce legionářské v Brně 2.

### Dráha spisovatele
Psát začal v roce 1962, kdy pro krajský deník Průboj napsal na pokračování Šest pekelných nocí pod pseudonymem Jan Laban. Pak následovala řada románů. V roce 1967 se stal spisovatelem z povolání. Od roku 1972 pracoval i v ústeckém Severočeském nakladatelství jako nakladatelský redaktor. Roku 1977 podepsal Antichartu. Od roku 1995 žije střídavě v Mariánských Lázních a Praze.

## Dílo
Jeho literární tvorba má občas rysy „vědeckého pokusu“, v nichž jednotlivé postavy staví do různých situací a jakoby testuje jejich reakce, což lze sledovat už od novely Veletrh splněných přání z roku 1964. Tato novela se stala první částí autorovy tzv. černé pentalogie, cyklu 3 novel a 2 románů kritizujících zmechanizovanost života v moderní konzumně zaměřené společnosti. Celý cyklus bývá pojmenován Pět způsobů ukájení. Tři úvodní novely byly vydány také společně v roce 1977 pod názvem Tři ze ZOO.
Po románu Milenci a vrazi z roku 1969 bylo Páralovi režimem naznačeno, že by nesouhlas s ideologií normalizace měl z jeho románů vymizet. Záhy tudíž změnil styl, jak je například patrné v románu Profesionální žena z roku 1971, který měl být parodií na pokleslou literaturu s jednobarevnými kladnými hrdiny, avšak nechal se jí sám strhnout a román je také do značné míry idealizující a schematický.
V tom byl podobný i román Mladý muž a bílá velryba z roku 1973, který začal tzv. bílou pentalogii.
Když napsal Muka obraznosti, rozhodl se Páral opustit reálná témata a napsal čtyři sci-fi romány: Romeo a Julie 2300 a Pokušení A-ZZ z roku 1982, Válka s mnohozvířetem z roku 1983 a Země žen z roku 1987. Nejedná se však o zcela typické ukázky žánru sci-fi, je na nich znát orientace na masového čtenáře, ostatně jako i na autorových novějších prózách, jako Kniha rozkoší, smíchu a radosti z roku 1993 a Playgirls I a II z roku 1994. V těchto dílech se začala více projevovat i sexuální témata, do té doby potlačovaná kvůli cenzuře.

### Prvotina
- Šest pekelných nocí, knižně 1964 – napsáno pod pseudonymem Jan Laban

### Černá pentalogie
- Veletrh splněných přání, 1964 – novela zpracovávající několik pohledů do života chemického technika v malém městě
- Soukromá vichřice: Laboratorní zpráva ze života hmyzu, 1966 – román otevřeně se zaměřující na mravní přežitky z minulosti a životní stereotypy; zfilmováno roku 1967 Hynkem Bočanem
- Katapult: Jízdní řád železničních, lodních a leteckých drah do ráje, 1967 – vyprávění o ženatém inženýrovi, ze kterého náhodné setkání udělá sňatkového podvodníka: naváže známost se sedmi ženami, soužití s nimi střídá podle jízdních řádů; zfilmováno roku 1983 Jaromilem Jirešem
- Milenci a vrazi: Magazín ukájení před rokem 2000, 1969 – pro kulturní politiku normalizace nepřijatelný román psaný formou životopisů několika osob různého společenského postavení a glos z politického i kulturního dění; popisuje prostředí velkého ústeckého průmyslového závodu a tamní svobodárny; postavy mají symbolická jména a pohybují se v prostoru jednoho domu; modelová próza; protiklady; zfilmováno roku 2004 Viktorem Polesným
- Profesionální žena: Román pro každého, 1971 – parodie na seriály o nezdolných ženách

### Bílá pentalogie
Zatím byly napsány a vyšly jen čtyři části.
- Mladý muž a bílá velryba: Malý chemický epos, 1973 – příběh čtyř lidí z chemické továrny, zfilmován roku 1979 Jaromilem Jirešem. Román je psán vyloženě socialisticky – smysl života lze najít v práci. Tento román byl dle pozdějších vyjádření autora psán ze strachu, aby nebyl zakázán.
- Radost až do rána: O křečcích a lidech, 1975 – humorně laděný příběh dvou životních ztroskotanců: neúspěšné studentky a výpravčího, který je nucen střídat různá povolání. Podle knihy byl natočen film.
- Generální zázrak: Román naděje, 1977
- Muka obraznosti: Konfrontace snu a skutečnosti, 1980 – nejautobiografičtější próza z obou pentalogií, hrdinou je mladý inženýr chemie, jenž poprvé nastupuje do práce a propracovává se; zfilmováno roku 1990 Vladimírem Drhou

### Sci-fi
- Pokušení A-ZZ, 1982 – líčí příběh čtyřčlenné skupiny Pražáků 21. století, kteří byli vybráni k setkání s mimozemskou civilizací a dostávají se do pokušení zaprodat zbytek lidstva výměnou za luxusní život
- Romeo & Julie 2300, 1982
- Válka s mnohozvířetem, 1983, tematicky k narušenému životnímu prostředí
- Země žen, 1987 – spíše politicko-ideologická alegorie s prvky sci-fi než čistokrevná sci-fi

### Další díla
- Dekameron 2000 aneb Láska v Praze, 1990
- Kniha rozkoší, smíchu a radosti, 1992
- Playgirls 1 a 2, 1994
- Profesionální muž, 1995 – vyšlo s podtitulem „V. Páral o sobě a jiných zajímavějších věcech“
- Tam za vodou, 1995
- Kniha o biči, 2014